# آداموویتسه، استان اوپوله
ادامواسی، اپال ویوودشیپ (به لاتین: Adamowice, Opole Voivodeship) در لهستان است که در opole voivodeship واقع شده‌است.

## خصوصیات
ادامواسی ۴۱۱ نفر جمعیت دارد.